# Певајмо
Певајмо (енгл. Sing) је амерички 3D рачунарски анимирани мјузикл у продукцији компаније Илуминејшн интертејмнт из 2016. године.

## Прича
Илуминејшн је одушевио публику широм света вољеним хитовима као што су „Грозан ја“, „Лоракс“, „Грозан ја 2“, и „Малци“, други по реду анимирани филм с највећом зарадом у историји. После великог успеха комедије „Тајни живот кућних љубимаца“, Иллуминатион представља филм „Певајмо“ који нам долази за празнике.
Смештен у свет попут нашег али који насељавају само животиње, „Певајмо“ представља Бастера Муна , угледну коалу која је директор некада великог позоришта које је временом пропало. Бастер је вечити оптимиста, добро, можда мало живи у заблуди, али воли своје позориште изнад свега и учиниће све да га задржи. Сад, суочен с пропадањем своје животне амбиције, он има последњу шансу да врати овом избледелом драгуљу некадашњу славу тако што ће продуцирати највеће светско такмичење у певању.
Појавиће се пет најозбиљнијих кандидата: Мајк, миш који певуши једнако добро као што вара људе; Мина, стидљива слоница тинејџерка, која има ужасну трему од наступа; Розита, преморена мајка која има 25 прасића; Џони, млади горила гангстер који тражи начин да побегне од породичног криминала, и Еш, панк-рок бодљикаво прасе која покушава да се отресе свог арогантног дечка и постане соло певачица. Све животиње ће доћи на Бастерову аудицију верујући да је то њихова шанса да промене свој живот. А док их Бастер све појединачно подучава и доводи све ближе и ближе великом финалу, почеће да схвата да позориште можда није једино што треба да се спаси.

## Гласовне улоге
| Име лика   | Име глумца          |
| ---------- | ------------------- |
| Бастер Мун | Слободан Стефановић |
| Росита     | Паулина Манов       |
| Мајк       | Драган Вујић        |
| Еш         | Ива Манојловић      |
| Џони       | Милан Антонић       |
| Еди        | Милан Тубић         |
| Гантер     | Марко Марковић      |
| Маркус     | Бојан Лазаров       |
| Мина       | Драгана Милошевић   |
| Ленс       | Данијел Сич         |